# Korea National League 2019
Die Korea National League 2019 war die 17. und zugleich letzte Spielzeit der dritthöchsten südkoreanischen Fußballliga unter diesem Namen gewesen. Die Saison begann im März 2019 und endete mit den Meisterschaftsfinalspielen im November.

## Modus
Zuerst spielten alle Teams in der Hin- und Rückrunde gegeneinander. Die besten drei Teams qualifizierten sich daraufhin für die Meisterschaftsfinalspiele. In diesen spielten zuerst der Zweit- und Drittplatzierte gegeneinander. Der Gewinner spielte im Finale gegen den Erstplatzierten. Der Gewinner des Finalspieles wurde Meister.

## Teilnehmer und ihre Spielstätten
| Verein                              | Stadt                      | Trainer                    | Heimstadion                          | In der Liga seit           | Vorjahresplatzierung       |
| Korea National League 2019          | Korea National League 2019 | Korea National League 2019 | Korea National League 2019           | Korea National League 2019 | Korea National League 2019 |
| ----------------------------------- | -------------------------- | -------------------------- | ------------------------------------ | -------------------------- | -------------------------- |
| Busan Transportation Corporation FC | Busan                      | Kim Han-bong               | Busan-Gudeok-Stadion                 | 2006                       | 8. Platz                   |
| Changwon City FC                    | Changwon                   | Choi Yeong-keun            | Changwon-Fußballcenter               | 2005                       | 7. Platz                   |
| Cheonan City FC                     | Cheonan                    | Dang Seong-jeung           | Cheonan-Fußballcenter                | 2008                       | 3. Platz                   |
| Daejeon Korail FC                   | Daejeon                    | Kim Seung-heui             | Daejeon-Hanbat-Sports-Komplex        | 2003                       | 6. Platz                   |
| Gangneung City FC                   | Gangneung                  | Oh Se-ung                  | Gangneung-Stadion                    | 2003                       | 4. Platz                   |
| Gimhae City FC                      | Gimhae                     | Yun Seong-hyo              | Gimhae-Stadion                       | 2008                       | 2. Platz (Vizemeister)     |
| Gyeongju KHNP FC                    | Gyeongju                   | Eo Yong-guk                | Gyeongju-Stadion                     | 2003                       | 1. Platz (Meister)         |
| Mokpo City FC                       | Mokpo                      | Kim Sang-hun               | Internationales Fußball-Center Mokpo | 2010                       | 5. Platz                   |

### Spielstätten
Die Spielstätten der diesjährigen Korea-National-League-Mannschaften:
| Busan Transportation Corporation FC | Changwon City FC       | Cheonan City FC       | Daejeon Korail FC                    |
| ----------------------------------- | ---------------------- | --------------------- | ------------------------------------ |
| Busan-Gudeok-Stadion                | Changwon-Fußballcenter | Cheonan-Fußballcenter | Daejeon-Hanbat-Sports-Komplex        |
| Kapazität: 24.363                   | Kapazität: 15.116      | Kapazität: 2.881      | Kapazität: 20.618                    |
|                                     |                        |                       |                                      |
| Gangneung City FC                   | Gimhae City FC         | Gyeongju KHNP FC      | Mokpo City FC                        |
| Gangneung-Stadion                   | Gimhae-Stadion         | Gyeongju-Stadion      | Internationales Fußball-Center Mokpo |
| Kapazität: 22.333                   | Kapazität: 25.000      | Kapazität: 12.199     | Kapazität: 5.952                     |
|                                     |                        |                       |                                      |

## Reguläre Saison

### Abschlusstabelle
| Pl. | Verein                              | Sp. | S  | U  | N  | Tore    | Diff. | Punkte |
| --- | ----------------------------------- | --- | -- | -- | -- | ------- | ----- | ------ |
| 1.  | Gangneung City FC                   | 28  | 19 | 4  | 5  | 050:260 | +24   | 61     |
| 2.  | Cheonan City FC                     | 28  | 12 | 8  | 8  | 032:330 | −1    | 44     |
| 3.  | Gyeongju KHNP FC (M)                | 28  | 10 | 11 | 7  | 035:280 | +7    | 41     |
| 4.  | Daejeon Korail FC (P)               | 28  | 10 | 9  | 9  | 038:360 | +2    | 39     |
| 5.  | Busan Transportation Corporation FC | 28  | 9  | 11 | 8  | 037:320 | +5    | 38     |
| 6.  | Mokpo City FC                       | 28  | 7  | 8  | 13 | 026:350 | −9    | 29     |
| 7.  | Gimhae City FC                      | 28  | 7  | 7  | 14 | 026:290 | −3    | 28     |
| 8.  | Changwon City FC                    | 28  | 5  | 8  | 15 | 023:480 | −25   | 23     |

| Zum 28. Spieltag:                                                                                             |                                            |
| Qualifikation für das Finale der Meisterschaftsrunde Qualifikation für das Halbfinale der Meisterschaftsrunde |                                            |
| |                                            |
| Zum Saisonende 2018:                                                                                          |                                            |
| (M) | Amtierender Meister: Gyeongju KHNP FC      |
| (P) | Amtierender Pokalsieger: Daejeon Korail FC |

## Meisterschafts-Spiele

### Halbfinale
Im Halbfinale der Meisterschaftsspiele trat der Zweitplatzierte gegen den Drittplatzierten der Regulären Saison an. Der Gewinner qualifizierte sich für das Meisterschafts-Finale.
Hinspiel
|                  | Ergebnis |                 |
| ---------------- | -------- | --------------- |
| Gyeongju KHNP FC | 2:0      | Cheonan City FC |

Rückspiel
|                 | Ergebnis |                  |
| --------------- | -------- | ---------------- |
| Cheonan City FC | 2:2      | Gyeongju KHNP FC |

### Finale
Im Finale der Meisterschaftsspiele trat der 1. Platzierte der Regulären Saison auf den Gewinner des Halbfinalspieles. Der Gewinner des Finales, gewann die letzte KNL-Meisterschaft.
Hinspiel
|                  | Ergebnis |                   |
| ---------------- | -------- | ----------------- |
| Gyeongju KHNP FC | 0:0      | Gangneung City FC |

Rückspiel
|                   | Ergebnis |                  |
| ----------------- | -------- | ---------------- |
| Gangneung City FC | 2:0      | Gyeongju KHNP FC |

## Statistik

### Tabellenverlauf
|                   | 1 | 2 | 3 | 4 | 5 | 6 | 7 | 8 | 9 | 10 | 11 | 12 | 13 | 14 | 15 | 16 | 17 | 18 | 19 | 20 | 21 | 22 | 23 | 24 | 25 | 26 | 27 | 28 |
| ----------------- | - | - | - | - | - | - | - | - | - | -- | -- | -- | -- | -- | -- | -- | -- | -- | -- | -- | -- | -- | -- | -- | -- | -- | -- | -- |
| Gyeongju KHNP FC  | 5 | 8 | 8 | 8 | 7 | 8 | 6 | 6 | 5 | 3  | 3  | 3  | 3  | 3  | 3  | 2  | 2  | 2  | 2  | 2  | 2  | 2  | 2  | 4  | 4  | 4  | 4  | 3  |
| Gimhae City FC    | 7 | 3 | 6 | 6 | 6 | 5 | 7 | 7 | 4 | 4  | 4  | 4  | 5  | 6  | 7  | 7  | 7  | 7  | 7  | 7  | 7  | 7  | 7  | 6  | 6  | 6  | 6  | 7  |
| Cheonan City FC   | 1 | 4 | 4 | 3 | 4 | 4 | 5 | 3 | 3 | 5  | 5  | 5  | 4  | 4  | 4  | 4  | 4  | 4  | 4  | 4  | 5  | 5  | 5  | 3  | 2  | 2  | 2  | 2  |
| Gangneung City FC | 1 | 1 | 1 | 1 | 1 | 1 | 1 | 1 | 1 | 1  | 1  | 1  | 1  | 1  | 1  | 1  | 1  | 1  | 1  | 1  | 1  | 1  | 1  | 1  | 1  | 1  | 1  | 1  |
| Mokpo City FC     | 7 | 2 | 5 | 7 | 8 | 7 | 4 | 5 | 7 | 8  | 8  | 6  | 6  | 5  | 5  | 6  | 6  | 5  | 6  | 6  | 6  | 6  | 6  | 7  | 7  | 7  | 7  | 6  |
| Daejeon Korail FC | 3 | 5 | 2 | 2 | 2 | 2 | 3 | 4 | 5 | 6  | 6  | 7  | 7  | 7  | 6  | 5  | 5  | 6  | 5  | 5  | 3  | 3  | 4  | 2  | 3  | 5  | 5  | 4  |
| Changwon City FC  | 3 | 7 | 7 | 4 | 5 | 6 | 8 | 8 | 8 | 7  | 7  | 8  | 8  | 8  | 8  | 8  | 8  | 8  | 8  | 8  | 8  | 8  | 8  | 8  | 8  | 8  | 8  | 8  |
| Busan TC FC       | 5 | 6 | 3 | 5 | 3 | 3 | 2 | 2 | 2 | 2  | 2  | 2  | 2  | 2  | 2  | 3  | 3  | 3  | 3  | 3  | 4  | 4  | 3  | 5  | 5  | 3  | 3  | 5  |

### Torschützenliste
Bei gleicher Anzahl von Treffern sind die Spieler alphabetisch geordnet.
| Platz | Spieler        | Mannschaft                          | Tore |
| ----- | -------------- | ----------------------------------- | ---- |
| 01    | Seo Dong-hyeon | Gyeongju KHNP FC                    | 15   |
| 0     | Shin Yeong-jun | Gangneung City FC                   | 15   |
| 03    | Jo Uh-jin      | Gangneung City FC                   | 13   |
| 04    | Lee Min-uh     | Busan Transportation Corporation FC | 9    |
| 05    | Lee Kwan-pyo   | Daejeon Korail FC                   | 7    |

### Zuschauertabelle
| Platz  | Mannschaft        | Heimspiele | Zuschauer | pro Spiel |
| ------ | ----------------- | ---------- | --------- | --------- |
| 01.    | Gimhae City FC    | 14         | 10.116    | 723       |
| 02.    | Cheonan City FC   | 14         | 8.306     | 593       |
| 03.    | Busan TC FC       | 14         | 5.598     | 400       |
| 04.    | Gangneung City FC | 14         | 5.153     | 367       |
| 05.    | Gyeongju KHNP FC  | 14         | 3.799     | 271       |
| 06.    | Mokpo City FC     | 14         | 2.682     | 192       |
| 07.    | Changwon City FC  | 14         | 2.625     | 188       |
| 08.    | Daejeon Korail FC | 14         | 1.841     | 132       |
| Gesamt | Gesamt            | 112        | 40.120    | 358       |